# Nataša Bekvalac

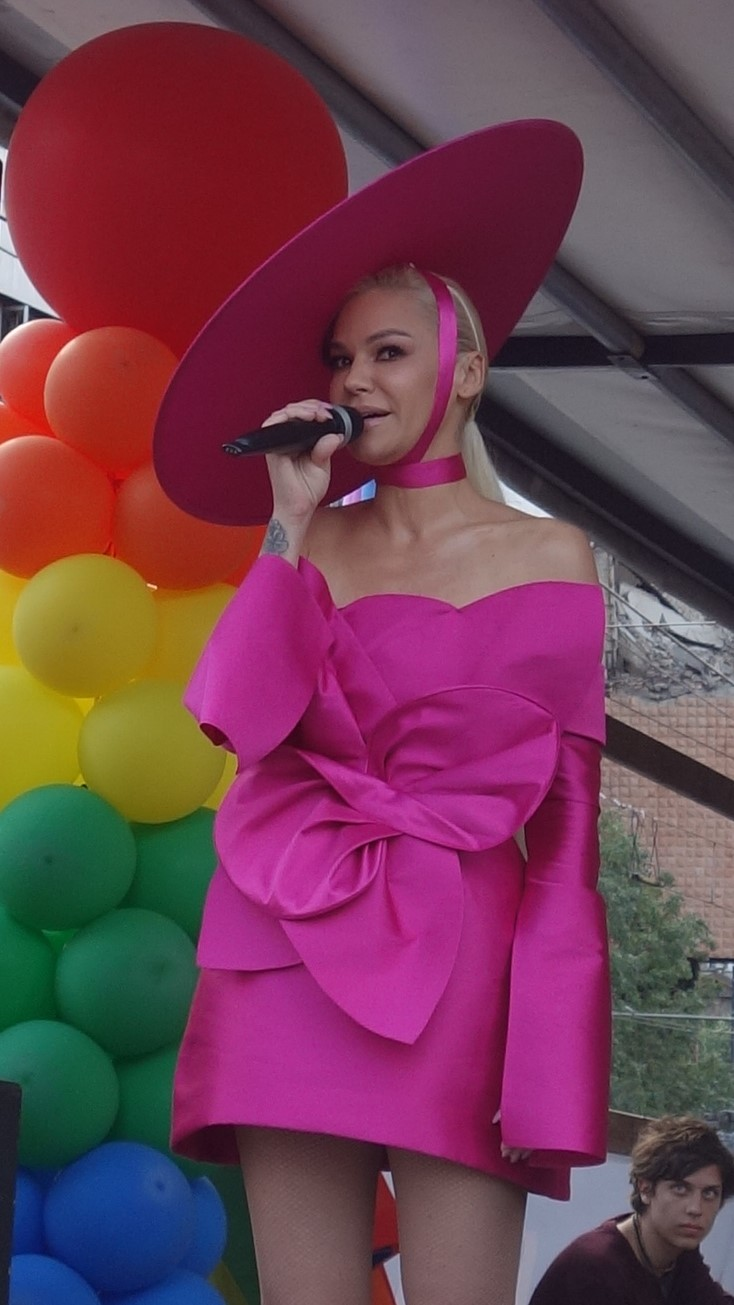
Nataša Bekvalac, 2021

Nataša Bekvalac (serbisch-kyrillisch Наташа Беквалац; * 25. September 1980 in Novi Sad, SFR Jugoslawien) ist eine serbische Pop-Sängerin, die auf dem Westbalkan erfolgreich ist. 

## Leben und Karriere
Ihr erstes Album Ne Brini enthielt neben dem erfolgreichen Titelsong den Hit Samo si moj (Du gehörst nur mir). Die beiden folgenden Alben Ništa lično von 2003 inklusive der Single Mali Signali (Kleine Zeichen) und Stereo Ljubav aus dem Jahr 2005 mit dem Hit Kao Nikotin (Wie Nikotin) konnten an den Erfolg ihres Debüts anknüpfen, so dass bereits kurz nach ihrem dritten Studioalbum ein Best of...-Album erschien. 2008 veröffentlichte sie ihr viertes Album Ljubav, vera, nada.
Ihr Vater ist der Fußballtrainer Dragoljub Bekvalac. Seit 2006 ist sie mit dem serbischen Wasserball-Spieler Danilo Ikodinović verheiratet, im März 2007 wurde ihre Tochter Hana geboren. Im Februar 2011 reichten beide die Scheidung ein.

## Diskografie

### Alben
- 2001: Ne Brini (Mach Dir keine Sorgen)
- 2002: Ništa Lično (Nichts Persönliches)
- 2004: Stereo Ljubav (Stereo Liebe)
- 2010: Ne Valjam
- 2016: Original

### Kompilationen
- 2005: The Best Of

### Live-Alben
- 2022: S.O.S. Za Ljubav (Live Stark Arena 2020)

### EPs
- 2008: Ljubav, vera, nada (Liebe, Glaube, Hoffnung)

### Singles (Auswahl)
- 2002: Mali Signali
- 2004: Nikotin
- 2004: Ponovo
- 2008: Dobro Moje
- 2010: Mala Leđa
- 2016: Original
- 2016: Ludilo
- 2018: Mala Plava (mit Coby)
- 2018: Neprijatelj (mit Magla Bend)
- 2019: Dodji Mami
- 2019: Musko Vise Ne Mogu (mit Emina Jahović)
- 2021: Iz Daleka (mit Rasta)
- 2022: Tajne
- 2023: Prevaranti (mit Saša Matić)